# Пэн Фэй
Пэн Фэй (кит. упр. 彭飞, пиньинь Péng Fēi, р.6 марта 1992) — китайский борец греко-римского стиля, призёр чемпионатов Азии и Азиатских игр, участник двух Олимпийских игр.

## Биография
Родился в 1992 году в Сиане (провинция Шэньси). В 2012 году стал бронзовым призёром чемпионата мира среди юниоров.
В 2014 году стал бронзовым призёром Азиатских игр. В 2016 году прошёл отбор для участия в Олимпийских играх в Рио-де-Жанейро, но занял там лишь 17-е место. В 2017 и 2018 годах становился бронзовым призёром чемпионата Азии.